# Eva Vlková
Eva Vlková (ur. 6 września 1952 w Brnie, zm. 24 kwietnia 2025) – czeska okulistka, profesor medycyny. 

## Życiorys
Uczęszczała do szkoły podstawowej i gimnazjum w Blansku. Studia medyczne ukończyła w 1977 na Wydziale Lekarskim Uniwersytetu Masaryka w rodzinnym Brnie (wówczas uczelnia nosiła nazwę czes. Univerzita Jana Evangelisty Purkyně v Brně, UJEP). Pierwszy i drugi stopień specjalizacji z zakresu okulistyki otrzymała odpowiednio w 1980 i 1985. Zagraniczne staże naukowe odbyła w Rzymie (1983, Poliklinika Gemelli), Moskwie (1984) i holenderskim Utrechcie (1988). Doktoryzowała się na Uniwersytecie Karola w Pradze (1985) na podstawie pracy Ultrazvuková diagnostika chorob očnice. Habilitowała się na macierzystej uczelni w 1994 rozprawą pod tytułem Ultrazvuková diagnostika chorob oka. Trzy lata później otrzymała nominację profesorską. Od 1990 zajmowała stanowisko szefa II kliniki okulistycznej Wydziału Lekarskiego Uniwersytetu Masaryka oraz szefa kliniki okulistycznej szpitala uniwersyteckiego w berneńskich Bohunicach.
W pracy badawczej i klinicznej zajmowała się mikrochirurgią przedniego i tylnego odcinka oka oraz transplantologią i traumatologią okulistyczną. Była członkinią American Society of Cataract and Refractive Surgery (ASCRS) oraz czeskich towarzystw okulistycznych, m.in. Česká oftalmologická společnost (ČOS), Česká společnosti refraktivní a kataraktové chirurgie (ČSRKCH), Česká vitreoretinální společnost (ČVRS) oraz Česká glaukomová společnost (ČGS).
Współautorka opracowania Tumory orbity. Diagnostika a chirurgická terapie (wraz z I. Šlapákiem, wyd. 1993, ISBN 80-210-0452-5), Riziková keratoplastika. Risk of keratoplasty (wraz z Z. Hlinomazovą, wyd. 1999, ISBN 80-210-2108-X) oraz leksykonu Lexikon očního lékařství. Výkladový ilustrovaný slovník (wraz z S.Pitrovą i F.Vlkem, wyd. 2008, ISBN 978-80-239-8906-9).
Była członkinią rady redakcyjnej czasopism naukowych: „Česká a slovenská oftalmologie" oraz „Česká implantologie a refraktivní chirurgie".
Zamężna (mąż František Vlk). Miała córkę Kateřinę (ur. 1977).